# Чжаосян-ван (Цинь)
Циньский Чжаосян-ван (кит. трад. 秦昭襄王, пиньинь Qin Zhaoxiangwang), имя Ин Цзэ (кит. 嬴則), — правитель (ван) царства Цинь в III веке до н. э. в Период Сражающихся царств, прадед императора Цинь Шихуанди, младший брат Циньского У-вана. пробыл на троне около 55 лет.

## Биография
Когда в 306 до н. э. умер У-ван, Чжаосян-ван находился в заложниках в царстве Янь и был отпущен для занятия трона. Он воспользовался помощью правителя царства Чжао Улинь-вана, и ему удалось вступить на престол в борьбе против своего младшего брата. Он смог противостоять дворцовому заговору и казнить заговорщиков.
Период его длительного правления характеризовался резким военным усилением и экспансией царства Цинь. Войны вели генералы Сыма Цо и Бай Ци. Ван придерживался политики объявления амнистий и заселения помилованными преступниками и пленными новых земель, приобретённых во время военных походов. что приводило к постепенному усилению царства Цинь вплоть до полной гегемонии и изъявления покорности всеми царствами в 254 году до н. э..
В 296 до н. э. пять княжеств Ци, Хань, Вэй, Чжао и Сун совместно напали на Цинь, и Цинь пришлось ради мира отдать земли к северу от Хуанхэ.
В 293 до н. э. состоялась битва при Ицюэ, в которой царство Цинь одержало победу над силами Хань и Вэй. После этой битвы Хань и Вэй заметно ослабли, открыв путь к доминированию царства Цинь. Цинь продолжало вести войны против Хань и Вэй, постепенно отнимая территорию и образуя там новые уезды
С 279 года началась новая война против Чу. В 278 году до н. э. циньский генерал Бай Ци смог занять чускую столицу — город Ин (郢)
В 267 году умер наследник престола Дао, и новым наследником был назначен в 265 году другой сын — Аньго
В 260 году Чжаосян-ван победил в Чанпинской битве, разгромив армию царства Чжао. После одержанной победы генерал Бай Ци приказал закопать живьем в земле все 400 тысяч сдавшихся в плен чжаоских воинов..
Занимая территорию царства Чжао, Чжаосян-ван захватил территорию полукочевого народа Ицюй (義渠), области Лунси (陇西/隴西), Бэйди (北地), и Шан (上) и построил стены против «пяти варварских племён» (Уху).
В 257 году генерал Бай Ци вступил в конфликт с ваном в вопросе о стратегии ведения войны с царством Чжао и попал в опалу. Он был обвинён в преступлениях, разжалован в рядовые и сослан. Затем по навету враждовавшего с ним первого министра Фань Суя циньский правитель повелел Бай Ци покончить с собой.
Постоянные захватнические войны против Чжао, Вай и Хань серьёзно беспокоили князей.
В 256 году правитель Западного Чжоу собрал союз князей и выступил против Цинь через горный проход Ицюэ. Тогда генерал Цзю выступил в поход против Западного Чжоу и правитель изъявил покорность, после чего снова получил свой титул обратно. Однако уже в 255 году царство Цинь разгромило столицу царства Чжоу, конфисковав императорские регалии и девять треножников, поэтому историки нередко считают Чжаосян-вана преемником линии чжоуских ванов и отсчитывают его правление с 255 года. Население Чжоу бежало на восток.
В 254 году все князья выразили покорность царству Цинь, а представитель Вэй запоздал, но после карательного похода Вэй тоже признало покорность.
Чжаосян-ван умер в 251 году до н. э.